# Agrotis justa
Agrotis justa là một loài bướm đêm trong họ Noctuidae.